# Der ausgeflippte Professor
Der ausgeflippte Professor ist eine Komödie von Regisseur Andrew Bergman, produziert 1981 in den Vereinigten Staaten.

## Handlung
Bobby Fine ist Professor für Literatur. Als das Bekleidungsunternehmen seines Vaters Jack in wirtschaftliche Schwierigkeiten gerät, soll Bobby Abhilfe schaffen. Er ist jedoch kein Modeexperte. Zufällig kommt er auf die Idee einer neuen Jeanshose, die sehr erfolgreich wird.

## Kritiken
Nach Auswertung von 8 Rezensionen ermittelte Rotten Tomatoes eine Zustimmungsquote von 63 Prozent.
- Variety: Beeindruckend starkes Regiedebüt.[2]
- Lexikon des internationalen Films: Eine turbulente Farce mit einigen originellen Einfällen, überwiegend aber albern.[3]
- Time Out: Die Idee sollte ganz oben auf der langen Liste der Ideen stehen, die Drehbuchautoren nicht haben sollten. Sie tauge für eine Sitcom. Der meiste Humor zeichne sich durch Dümmlichkeit aus.[4]

## Dies und Das
Gedreht wurde die Komödie in New York City und in New Jersey. Die Verwertungsrechte gehören Warner Bros.